# Peter Cappel
Peter Cappel (* 1687 in Elberfeld (heute Stadtteil von Wuppertal); † April 1756 ebenda) war Bürgermeister von Elberfeld.
Cappel wurde als einziges Kind des Kaufmanns Abraham Cappel (1656–1709) und seiner Frau Anna Margareta Bredt (1647–1730) geboren. Am 9. August 1724 heiratete er die aus Barmen stammende Helena Teschemacher (1668–1750), mit der er keine Kinder hatte.
Er wurde 1733 erstmals zum Bürgermeister vorgeschlagen, aber erst 1734 im zweiten Anlauf gewählt. Im Jahr darauf wurde er somit turnusgemäß Stadtrichter. In den Jahren 1732, 1736, 1737, 1741 und 1742 war Cappel Ratsmitglied, bevor er 1743 zum zweiten Mal Bürgermeister von Elberfeld wurde. Dementsprechend war er 1744 ein weiteres Mal Stadtrichter.
Durch die erste Ehe seiner Mutter mit Johannes von Carnap (1643–1679) war Peter Cappel ein Stiefbruder von Anton Siebel (1669–1736), dem Bürgermeister von 1722.